# Jhon Alexander Quiñones
Jhon Alexander Quiñones (Tumaco, Nariño Colombia; 16 de abril del 2004) es un futbolista colombiano que juega de defensa. Su equipo actual es el Deportes Tolima de la Categoría Primera A. 

## Estadísticas
- Actualizado de acuerdo al último partido jugado el 18 de julio de 2025.

| Club            | País     | Año      | Partidos | Goles | Asist |
| --------------- | -------- | -------- | -------- | ----- | ----- |
| Deportes Tolima | Colombia | 2023-act | 18       | 0     | 0     |
| Total           | Total    | Total    | 18       | 0     | 0     |